# Ebara Corporation

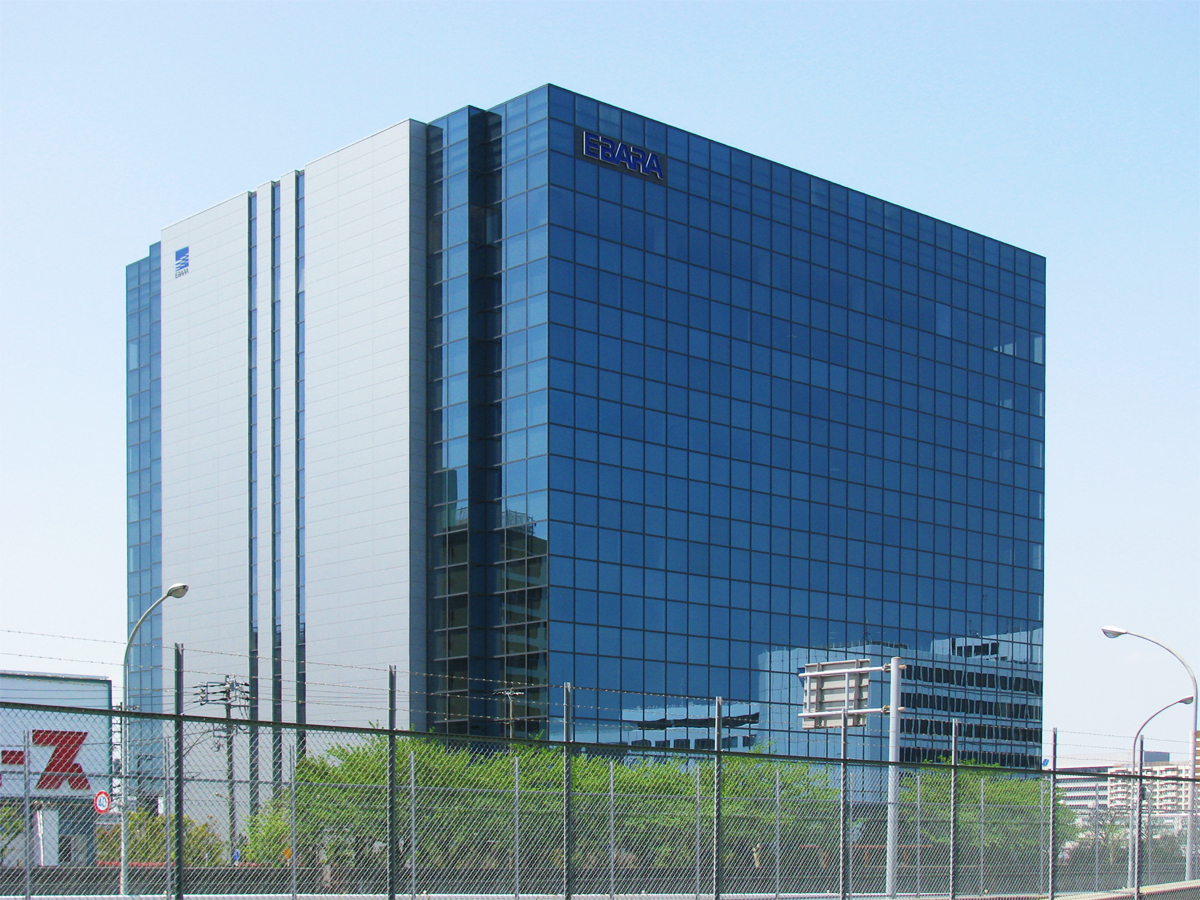
Ebara Corporation Headquarters

Ebara Corporation é uma companhia industrial de máquinas japonesa, sediada em Tóquio.

## História
A Ebara foi estabelecida em 1912.